# Fred Schwengel
Frederick Delbert "Fred" Schwengel, född 28 maj 1906 i Franklin County i Iowa, död 1 april 1993 i Arlington County i Virginia, var en amerikansk politiker (republikan). Han var ledamot av USA:s representanthus 1955–1965 och 1967–1973.
Schwengel efterträdde 1955 Thomas E. Martin i representanthuset och efterträddes 1965 av John R. Schmidhauser. Schwengel tillträdde 1967 på nytt som kongressledamot och efterträddes 1973 av Edward Mezvinsky.